# Palazzo Davanti

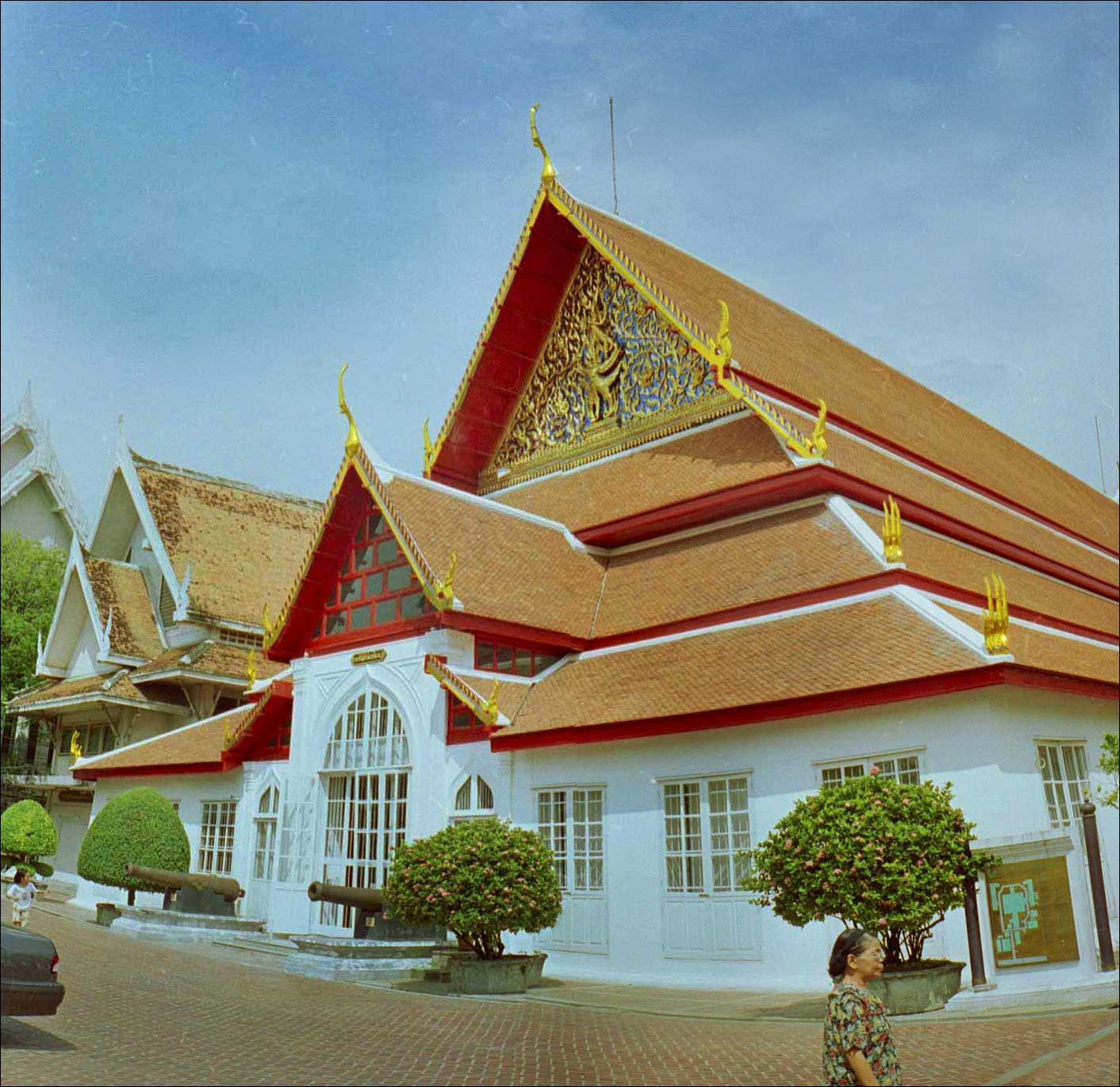
Il "Palazzo di fronte" nel distretto Phra Nakhon a Bangkok, oggi sede del Museo nazionale di Bangkok.

Krom Phra Rajawang Bovorn Sathan Mongkol (letteralmente "il grande sito propizio reale", in thai: กรมพระราชวังบวรสถานมงคล), o Palazzo Davanti (in thai: วังหน้า, trascrizione RTGS: Wang Na), era il titolo conferito da alcuni re del Siam ai loro eredi al trono e viceré.
Il titolo ebbe origine durante il Regno di Ayutthaya e fu in vigore anche nei successivi regni di Thonburi e di Rattanakosin. Di solito i "Palazzi Davanti" erano i fratelli o i figli del monarca. Il titolo fu abolito dal re Chulalongkorn Rama V alla morte del principe Vichaichan, l'ultimo "Palazzo Davanti", e buddismo Theravadafu sostituito dal titolo di "Principe della Corona di Thailandia".
Il titolo di viceré era chiamato anche Uparat o Uparaja in Siam e negli antichi regni indocinesi situati nei territori degli odierni Laos, Birmania e Cambogia.

## Regno di Ayutthaya
Nel 1448, il re di Sukhothai Trailokanat, figlio del re di Ayutthaya Borommaracha II e della figlia di un precedente re di Sukhothai, fu incoronato anche re di Ayutthaya e i due regni furono così unificati. A partire da quel momento, Phitsanulok (dal 1368 capitale del Regno di Sukhothai) divenne la residenza dell'uparat, viceré ed erede al trono di Ayutthaya, il quale manteneva anche il titolo di re di Sukhothai. Nei regni che seguirono, il titolo fu di solito assegnato al figlio maggiore o al maggiore dei fratelli del sovrano. La decisione di Trailokanat fu un tentativo di mettere ordine ai problemi legati alla successione nelle poligame dinastie siamesi, dove si verificarono spesso lotte fratricide tra i molti pretendenti al trono.
Dopo la prima caduta di Ayutthaya nel 1569, il re Maha Thammaracha nominò il figlio Naresuan uparat e re di Sukhothai/Phitsanulok, elevandolo al suo stesso rango. Fu fatto costruire un sontuoso edificio davanti al Palazzo Reale come residenza dell'uparat quando visitava Ayutthaya, e da quel momento la dizione di "Palazzo Davanti" indicò il viceré e l'erede al trono. Quando Naresuan divenne re, annesse il regno di Sukhothai e Phitsanulok cessò di essere la residenza dell'uparat. Dopo l'incoronazione, Naresuan nominò il fratello Ekathotsarot uparat e gli assegnò come residenza il Palazzo Davanti di Ayutthaya.
Nel 1688 il re Phetracha nominò uparat il figlio Luang Sorasak, che sarebbe in seguito divenuto re e fu conosciuto con l'epiteto Phrachao Suea (re Tigre), e anche a lui fu assegnato come residenza il Palazzo Davanti. Per la prima volta fu usato il termine "Krom Phrarajawang Bovorn Sathan Mongkol". Il "Palazzo Davanti" era l'erede al trono e solitamente era il fratello del re: se moriva prima del monarca il titolo rimaneva vacante fino a quando il re non ne nominava un altro.

## Regno di Thonburi
Il brevissimo Regno di Thonburi, che durò solo 14 anni, vide re Taksin conferire il titolo al figlio Intarapitak, che fu giustiziato insieme al padre nel 1782 quando il regno fu rovesciato.

## Regno di Rattanakosin

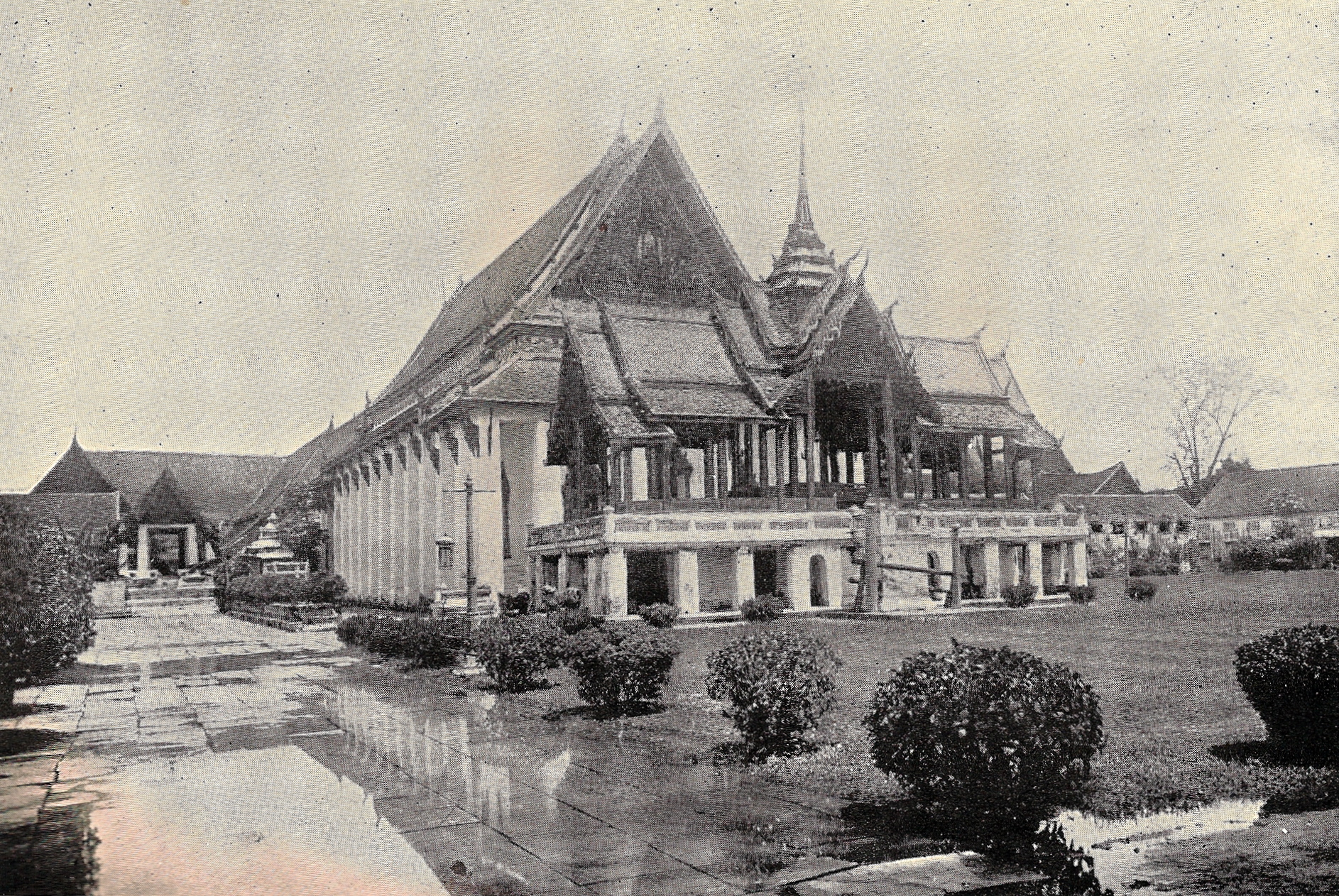
Fotografia del Palazzo di Fronte, o Wang Na, nel 1890, sede oggi del Museo nazionale di Bangkok.

Con la fondazione del nuovo Regno di Rattanakosin e della dinastia Chakri nel 1782, Rama I nominò il fratello minore Bunma "Palazzo Davanti" con il nome di Maha Sura Singhanat, e questi fece erigere il suo palazzo di fronte al Grande palazzo reale. Il Principe Isarasundhorn , che divenne Palazzo Davanti alla morte dello zio Maha Sura Singhanat, fu l'unico Wang Na della dinastia Chakri che scelse un'altra residenza, preferendo continuare ad abitare nel Palazzo Reale Wang Derm di Thonburi dove risiedeva da anni. Divenne il monarca Rama II e fu l'unico "Palazzo Davanti" ad essere nominato re nel periodo Rattanakosin.
I "Palazzi Davanti" di Rattanakosin ebbero grandissimo potere e disponevano di un esercito e di una marina militare personale.
Nel 1851 il re Rama IV insignì del titolo il fratello Pinklao, elevandolo al proprio stesso rango, come già era successo con Naresuan e Ekatotsarot, facendolo così diventare il "secondo re" anziché il viceré. Fu espanse ulteriormente il potere del "Palazzo Davanti", concedendogli il diritto di incamerare un terzo del gettito fiscale. Nel 1868, dopo l'incoronazione del quindicenne re Rama V, il suo reggente elevò al rango di "Palazzo Davanti" il figlio di Pinklao, il principe Yingyot con il nome di Bovorn Vichaichan.

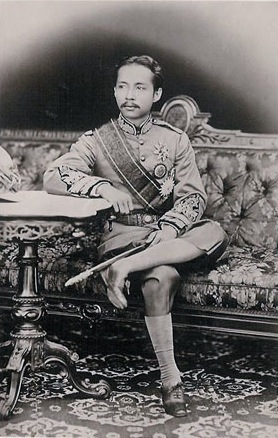
Fotografia da giovane del re Chulalongkorn (Rama V).

## Crisi del Palazzo Davanti
Dopo aver raggiunto la maggiore età, Rama V cominciò a governare accentrando nelle proprie mani i poteri istituzionali: la sua prima legge prevedeva che le entrate fiscali fossero tutte poste sotto il suo controllo, un'altra legge prevedeva che il potere legislativo, fino ad allora controllato dal Consiglio di Stato, formato da rappresentanti della monarchia e dagli aristocratici, fosse rimpiazzato da un nuovo consiglio, i cui rappresentanti sarebbero stati nominati dal monarca, sul modello del Consiglio privato britannico.
Queste leggi scatenarono le ire del "Palazzo Davanti" e degli aristocratici, che si vedevano privati del potere e di immense entrate, e diedero inizio alla "crisi del Palazzo Davanti".
Nel 1874 scoppiò un incendio nel Grande Palazzo Reale ed il "Palazzo Davanti" Vichaicharn non intervenne con le sue guardie come era nei suoi compiti. Questo alimentò il sospetto che fosse lui il mandante dell'incendio, la reazione di Rama V spaventò Vichaicharn che fuggì e si rifugiò nel consolato britannico di Bangkok, dove chiese ed ottenne asilo.
Con l'intermediazione del console britannico si giunse ad un accordo secondo cui Bovorn Vichaicharn poteva mantenere il titolo e la residenza nel "Palazzo Davanti", ma doveva rinunciare al suo esercito e alla sua marina militare, i cui effettivi fino ad allora erano stati meno numerosi di quelli reali, ma meglio addestrati ed equipaggiati. Doveva infine rinunciare alle sue entrate finanziarie, che passavano sotto il controllo del re.

## Abolizione del Palazzo Davanti
Vichaicharn, di fatto esautorato, rimase in carica fino alla morte avvenuta il 28 agosto del 1885. Il titolo rimase vacante fino al 14 gennaio 1886, giorno in cui Rama V nominò il suo primogenito Vajirunhis principe della corona, suo legittimo erede al trono. Questa nuova istituzione prevedeva infatti che il titolo andasse assegnato al maschio primogenito del re. Scompariva così dopo 198 anni la figura del "Krom Phrarajawang Bovorn Sathan Mongkol" o "Palazzo Davanti".
Alla morte di Vichaicharn, parte degli edifici della sua residenza furono distrutti e quelli che rimasero furono assegnati alle mogli, alle figlie e alle sorelle di Vichaicharn, mentre i maschi furono esclusi dalla proprietà. L'edificio principale divenne nel 1887 la sede di quello che sarebbe diventato il Museo nazionale di Bangkok. Parte del parco fu destinata all'Esercito reale, istituito nel 1874 col reclutamento delle truppe che formavano l'esercito del "Palazzo Davanti", mentre un'altra parte fu destinata alla costruzione di sedi per i nuovi ministeri. La marina militare del "Palazzo Davanti" confluì con quella del re nella Marina reale siamese, fondata nel 1887.

## Lista dei Palazzi Davanti

### Ayutthaya
| Palazzo Davanti       | Nominato da   | Grado di parentela col re | Tenuta      | Ascesa al trono o morte |
| --------------------- | ------------- | ------------------------- | ----------- | ----------------------- |
| Luang Sorasak         | Phetracha     | Figlio                    | 1688 - 1703 | come Phrachao Suea      |
| Chao Fa Phet          | Phrachao Suea | Figlio                    | 1703 - 1708 | come Thai Sa            |
| Chao Fa Phon          | Thai Sa       | Fratello                  | 1708 - 1732 | come Boromakot          |
| Krom Khun Sena Pithak | Boromakot     | Figlio                    | 1732 - 1746 | Giustiziato             |
| Krom Khun Pornpinit   | Boromakot     | Figlio                    | 1757 - 1758 | come Uthumphon          |

### Thonburi
| Palazzo Davanti       | Nominato da | Grado di parentela col re | Tenuta      | Ascesa al trono o morte |
| --------------------- | ----------- | ------------------------- | ----------- | ----------------------- |
| Krom Khun Intarapitak | Taksin      | Figlio                    | 1767 - 1782 | Giustiziato             |

### Rattanakosin
| Palazzo Davanti     | Nominato da            | Grado di parentela col re | Tenuta      | Ascesa al trono o morte           |
| ------------------- | ---------------------- | ------------------------- | ----------- | --------------------------------- |
| Maha Sura Singhanat | Buddha Yodfa Chulaloke | Fratello                  | 1782 - 1803 | Morto                             |
| Isarasundhorn       | Buddha Yodfa Chulaloke | Figlio                    | 1806 - 1809 | come Buddha Loetla Nabhalai       |
| Maha Senanurak      | Buddha Loetla Nabhalai | Fratello                  | 1809 - 1817 | Morto                             |
| Maha Sakdi Polsep   | Jessadabodindra        | Zio                       | 1824 - 1832 | Morto                             |
| Pinklao             | Mongkut                | Fratello                  | 1851 - 1865 | Incoronato secondo re con Mongkut |
| Vichaichan          | Chulalongkorn          | Cugino                    | 1868 - 1885 | Morto / titolo abolito            |

## Palazzo Dietro
Il titolo di "Palazzo Dietro" [(TH)  Wang Lang] fu assegnato alla terza personalità più importante del regno dopo il sovrano ed il suo erede, il Palazzo Davanti. Aveva l'incarico di aiutare o sostituire i primi due. Il titolo fu assegnato molto di rado nella lunga storia della monarchia.
Il re Phetracha, oltre che nominare il Palazzo Davanti, nominò anche il Krom Phrarajawang Bovorn Sathan Phimuk o "Palazzo Dietro". Il titolo fu assegnato a un normale cittadino, Nai Chobkojprasit, che in seguito, inviso al monarca, fu giustiziato.
Nel 1703, il re Phrachao Suea nominò il primogenito principe Phet "Palazzo Davanti" e il figlio minore, principe Phon, "Palazzo Dietro". Vista la malaugurante fine del primo "Palazzo Dietro" decise però di cambiare i due titoli in Phra Bantoon Yai ("comandante maggiore") e Phra Bantoon Noi ("comandante minore"), titoli che sarebbero in seguito caduti in disuso. Il Phra Bantoon Yai Phet succedette a Phrachao Suea e divenne il re Thai Sa, il Phra Bantoon Noi Porn divenne prima il Palazzo Davanti del fratello Thai Sa, per poi essere incoronato re col nome Boromakot.
Durante il regno di Rattanakosin fu nominato solo un "Palazzo Dietro": nel 1785 Rama I conferì il titolo al nipote, il principe Anurak Devesh. Questi costruì la propria residenza a Thonburi, sul lato opposto del fiume Chao Phraya rispetto al Palazzo Reale, nell'area dove adesso sorge l'ospedale Siriraj a Bangkok.

### Ayutthaya
| Palazzo Dietro    | Nominato da   | Tenuta            |
| ----------------- | ------------- | ----------------- |
| Nai Chobkojprasit | Phetracha     | circa 1688 - ?    |
| Chaofa Phon       | Phrachao Suea | circa 1703 - 1708 |

### Rattanakosin
| Palazzo Dietro | Nominato da                     | Tenuta            |
| -------------- | ------------------------------- | ----------------- |
| Anurak Devesh  | Buddha Yodfa Chulaloke (Rama I) | circa 1782 – 1806 |